# Ferdinand Monoyer
Ferdinand Monoyer (Lió, 9 de maig de 1872 - 11 de juliol de 1912) fou un oftalmòleg francès, conegut per introduir la diòptria el 1872. També va inventar l'escala Monoyer que va utilitzar per provar l'agudesa visual. Va inserir el seu nom en el gràfic; llegint verticalment des de baix cap a dalt en cada costat del gràfic, es pot llegir el seu nom.

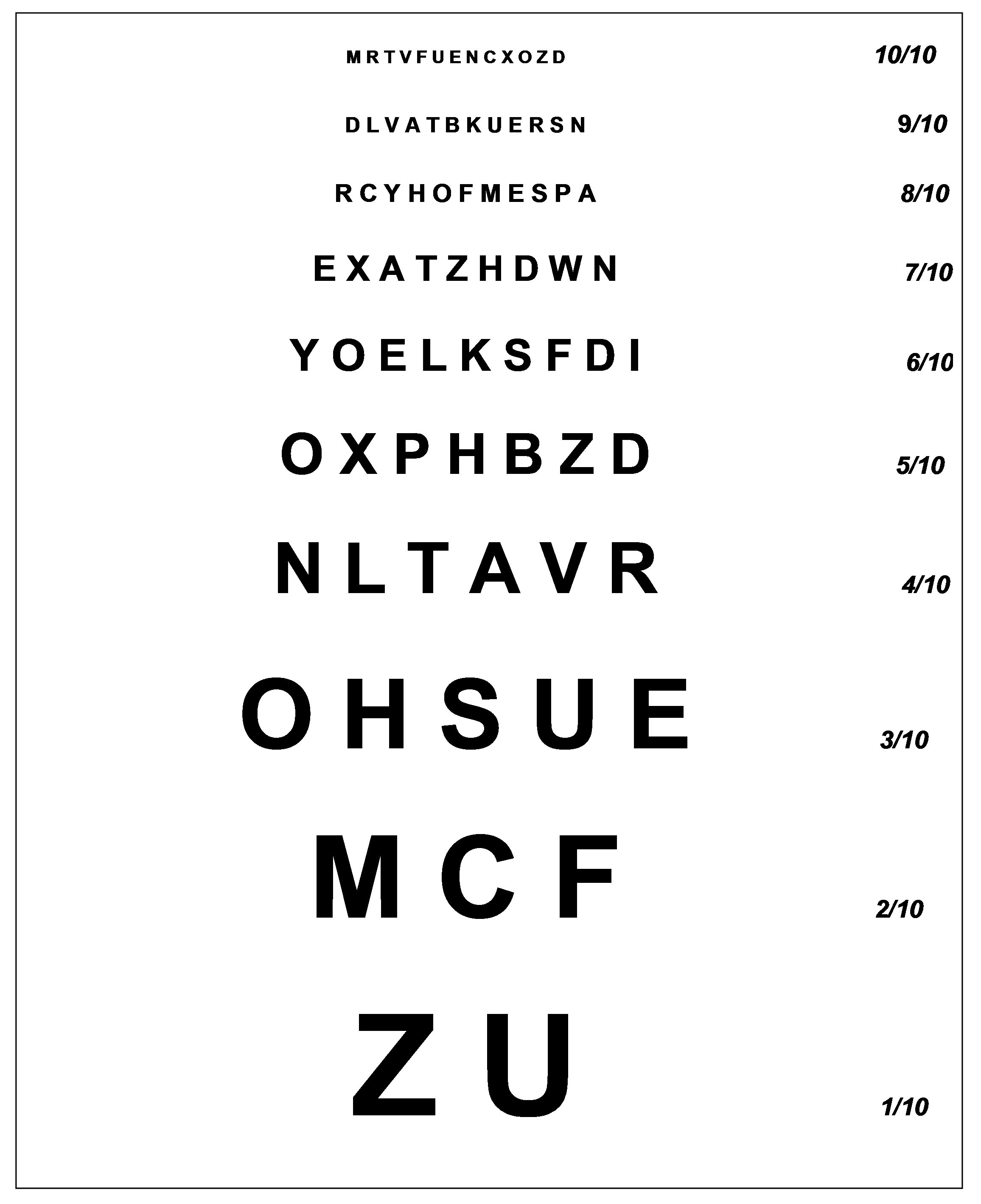
Escala Monoyer. Llegint cap amunt la lletra dels dos costats (ignorant la primera fila), es pot veure el nom "Ferdinand Monoyer"

Monoyer era de família alsaciana per la seva mare i fill d'un doctor militar francès.
Fou professor associat de Física Mèdica a la Facultat de Medicina de la Universitat d'Estrasburg el 1871. Més tard, fou director de la Clínica Oftàlmica de la Facultat de Medicina de la Universitat de Nancy de 1872 a 1877. També va ser professor de física mèdica a la Facultat de Medicina de la Universitat de Lió de 1877 a 1909.
Monoyer va morir als 76 anys. La seva tomba és al Cimetière de la Guillotière a Lyon.